# Julien Rolland
Pour les articles homonymes, voir Rolland.
Julien Rolland est un homme politique français né le 25 novembre 1801 à Cajarc (Lot) et décédé le 5 novembre 1879 à Cajarc.

## Biographie
Propriétaire terrien, il est maire de Cajarc. Il est député du Lot de 1848 à 1849. Il est ensuite conseiller général et juge de paix. Il est député du Lot de 1871 à 1876, siégeant à droite.

## Sources
- « Julien Rolland », dans Adolphe Robert et Gaston Cougny, Dictionnaire des parlementaires français, Edgar Bourloton, 1889-1891 [détail de l’édition]